# Teatrul Crucible
Teatrul Crucible (în engleză Crucible Theatre) este un teatru din Sheffield, Anglia, situat pe Strada Norfolk. Fondat în 1971, este începând cu 1977 și gazda anuală a Campionatul Mondial de Snooker. A fost redeschis în 2010 după o lungă renovare.